# Delta B
Delta B nebo Thor - Delta B byla americká nosná raketa, která absolvovala 9 startů mezi lety 1962 - 1964. Byl to člen raket řady Delta. Všech devět startů bylo odstartováno z Startovacího komplexu 17B na Mysu Canaveral. Většina startů nesla komunikační satelity jako např. Syncom-1 a Syncom-2.